# جون كراير
جون كراير (بالإنجليزية: Jon Cryer)‏ مواليد 16 أبريل 1965 في نيويورك، نيويورك، الولايات المتحدة، هو ممثل أمريكي بدأ مسيرته الفنية عام 1984. هو أيضا كاتب سيناريو. كما أنه من الفائزين بجائزة إيمي.

## روابط خارجية
- جون كراير على موقع IMDb (الإنجليزية)
- جون كراير على موقع روتن توميتوز (الإنجليزية)
- جون كراير على موقع ألو سيني (الفرنسية)
- جون كراير على موقع ميوزك برينز (الإنجليزية)
- جون كراير على موقع تيرنر كلاسيك موفيز (الإنجليزية)
- جون كراير على موقع أول موفي (الإنجليزية)
- جون كراير على موقع قاعدة بيانات برودواي على الإنترنت (الإنجليزية)
- جون كراير على موقع قاعدة بيانات الأفلام السويدية (السويدية)
- جون كراير على موقع إن إن دي بي (الإنجليزية)
- جون كراير على موقع قاعدة بيانات الفيلم (الإنجليزية)